# Branislav Đurđev
Branislav Đurđev (serb. Бранислав Ђурђев; ur. 4 sierpnia 1908 w Sremski Karlovci, zm. 26 lutego 1993 w Nowym Sadzie) – serbski historyk.

## Życiorys
W 1934 roku ukończył studia historyczne i filologię orientalną na Wydziale Filozoficznym w Uniwersytetu w Belgradzie. W 1952 roku na tej samej uczelni uzyskał stopień naukowy doktora. W ramach działalności naukowej zajmował się historią osmańskiego panowania na ziemiach południowosłowiańskich, ze szczególnym uwzględnieniem terenów Serbii i Czarnogóry. W latach 1939–1941 i 1946–1950 był kustoszem Muzeum Narodowego w Sarajewie. W latach 1950–1957 był profesorem Uniwersytetu w Sarajewie (Wydział Filozoficzny). Na emeryturę przeszedł w 1973 roku.

## Wybrane publikacje
(opracowano na podstawie materiału źródłowego)
- Turska vlast u Crnoj Gori u XVI i XVII veku (1953)
- Uloga crkve u starijoj istoriji srpskog naroda (1964)
- Postanak i razvitak brdskih, crnogorskih i hercegovačkih plemena (1984)
- Jugoslovenske zemlje pod turskom vlašću (do kraja XVIII vijeka) (pośmiertnie, 2005).